# 山下宏明
山下 宏明（やました ひろあき、1974年12月19日 - ）は、日本の作曲家。神奈川県出身。

## 来歴
母親がピアノ教師だった影響で少年時代よりピアノを始め、1987年頃より打ち込みによる音楽制作活動を始めた。慶應義塾普通部、慶應義塾高等学校を経て、慶應義塾大学法学部法律学科を卒業後に企業へ就職したが、数年後に音楽学校メーザー・ハウスへ入学後、音楽家へ転身し現在に至る。
2003年頃よりコマーシャルソング（CM曲）の作曲を手がけ、現在までに180本以上を担当した。
2006年には岩井俊二が初めてプロデュースした映画『虹の女神』の劇伴を担当した。

## 人物
実妹は元宝塚歌劇団花組トップスターの真飛聖である。

## 作品

### 楽曲提供
- 2018年 - 新しい地図（稲垣吾郎・草彅剛・香取慎吾）「72かのナニかの何?」（作曲・編曲）

### 映画
- 2006年 - 虹の女神
- 2017年 - 暗黒女子
- 2018年 - 終着の場所
- 2018年 - クソ野郎と美しき世界 劇中曲「新しい詩」作曲

### ドラマ
- 2010年 - 新町川
- 2016年 - 東野圭吾カッコウの卵は誰のもの

### コマーシャルソング
- ブリヂストン
- 大正製薬
- 三菱鉛筆
- ヤンマー
- カプコン
- 麒麟麦酒
- ロート製薬
- リンナイ
- 花王
- 日産自動車
- ING生命
- 山田養蜂場
- カシオ計算機
- パナソニック
- 三菱UFJモルガン・スタンレー証券
- 江崎グリコ
- ベネッセコーポレーション
- DHC
- 再春館製薬所
- キヤノン
- ロッテ
- トヨタ自動車
- 第一三共
- メニコン
- 明治乳業
- WILLER TRAVEL
- 森永製菓
- ジョンソン・エンド・ジョンソン
- ゼファーマ
- 朝日ソーラー
- 片岡物産
- サントリー
  - 『上を向いて歩こう』、『見上げてごらん夜の星を』編曲
  - 同CMはADCグランプリを獲得[3]。
- 丸亀製麺（サウンドロゴ）

他多数

### イベント
- 2010年 - 相模湖イルミリオン

## CD
- 2009年9月30日 - Birth（歌：七奈美）
- 2008年8月20日 - unfixable（歌：Tina Nakajima）